# Hydrodendron leloupi
Hydrodendron leloupi är en nässeldjursart som beskrevs av Hirohito 1983. Hydrodendron leloupi ingår i släktet Hydrodendron och familjen Haleciidae. Inga underarter finns listade i Catalogue of Life.